# Poppendorf (Ahorntal)

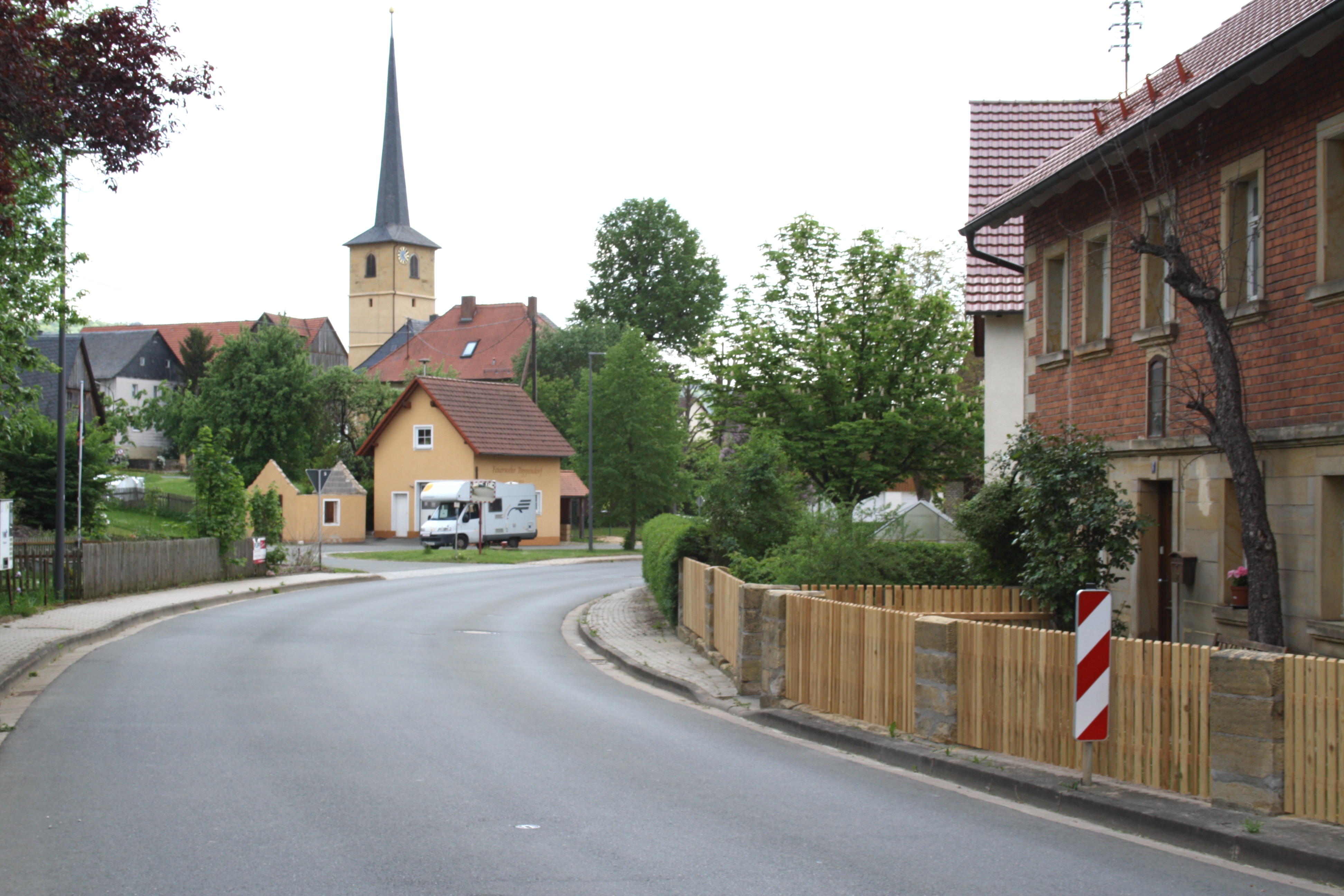
Ortsmitte

Poppendorf ist ein Gemeindeteil der Gemeinde Ahorntal im Landkreis Bayreuth (Oberfranken, Bayern). Die Gemarkung Poppendorf hat eine Fläche von 3,467 km². Sie ist in 426 Flurstücke aufgeteilt, die eine durchschnittliche Flurstücksfläche von 8138,03 m² haben.

## Geografie
Das Pfarrdorf im nordöstlichen Bereich der Fränkischen Schweiz ist etwa dreieinhalb Kilometer von dem westlich liegenden Kirchahorn entfernt.

## Geschichte
Der Ort wurde 1188 als „Poppendorf“ erstmals urkundlich erwähnt. Das Bestimmungswort des Ortsnamens ist der Personenname Poppo.
Bis zum Beginn des 19. Jahrhunderts unterstand die Dorfmarkung von Poppendorf der Landeshoheit des Hochstiftes Bamberg. Die Dorf- und Gemeindeherrschaft übte dabei dessen Amt Pottenstein in seiner Funktion als Vogteiamt aus. Auch die Hochgerichtsbarkeit stand diesem Amt zu, dies in seiner Rolle als Centamt. Als das Hochstift Bamberg infolge des Reichsdeputationshauptschlusses 1802/03 säkularisiert und unter Bruch der Reichsverfassung vom Kurfürstentum Pfalz-Baiern annektiert wurde, wurde damit auch Poppendorf zum Bestandteil der bei der „napoleonischen Flurbereinigung“ in Besitz genommenen neubayerischen Gebiete, was erst im Juli 1806 mit der Rheinbundakte nachträglich legalisiert wurde.
Durch die Verwaltungsreformen im Königreich Bayern wurde Poppendorf mit dem Zweiten Gemeindeedikt im Jahr 1818 eine Ruralgemeinde. Im Zuge der Gebietsreform in Bayern wurde die Gemeinde Poppendorf am 1. Mai 1978 ein Bestandteil der Gemeinde Ahorntal.

## Verkehr
Die aus dem Nordwesten von Freiahorn kommende Staatsstraße 2184 durchquert den Ort und führt
weiter zur Staatsstraße 2163. Der ÖPNV bedient das Dorf an einer Haltestelle der Buslinien 388, 396 und 397 des VGN. Die am schnellsten erreichbaren Bahnhöfe befinden sich in Creußen, Schnabelwaid und Pegnitz. Der nächste Fernbahnhof ist der Hauptbahnhof in Bayreuth.